# András Gosztonyi
András Gosztonyi (ur. 7 listopada 1990 w Kaposvár) – węgierski piłkarz występujący na pozycji pomocnika w klubie ASK Goberling. Wychowanek MTK Budapest, w swojej karierze grał także w takich zespołach jak Bari, Videoton, Diósgyőri, Haladás oraz Śląsk Wrocław. Były młodzieżowy reprezentant Węgier.